# Marc Møgelbjerg
Marc Kragelund Møgelbjerg er en dansk styrkeløfter, der har vundet flere medaljer, har vundet EM mesterskaberne i bænkpres i Helsingborg, Sverige 2018, og er femdobbelt danmarksmester.
Han blev født på Silkeborg Sygehus d. 30 September 1975. Han er opvokset i Hammel midtjylland, skiftevis ved sine forældre (Mona Linda Kragelund Meineche, Erik Møgelbjerg). Udover sine forældre, har han to yngre halvsøskende ved navn Monica og Thor.
Han blev d. 20 August 2005, gift med sin tidligere hustru Louise Edemann Møgelbjerg, og har sammen med hende to børn, som er henholdsvis fra 7. Juni 2002 (Mathias Edemann Møgelbjerg) og 30. November 2004 (Simone Edemann Møgelbjerg). 
Marc begyndte i 1992 på Silkeborg Handelsskole som 17 årig, han startede sin karriere i regnskabs branchen. Han fik sit første rigtige job med fast indtægt i virksomheden Wavin, hvor han havde stillingen som regnskabsassistent. Her var han i to år under uddannelse. Herefter havde han en kort periode på et par måneders tid, hvor han arbejdede som murerarbejdsmand. Det varede dog ikke længe før han blev Autofins handyman. Han tog hånd om alle slags opgaver, men var originalt ansat som lagerchef. Her var han i mere end 20 år indtil han bestemte sig, at han ville prøve noget andet. Han blev derfor, mange år senere murerarbejdsmand igen..

Han har løbende interesseret sig for styrkeløft, og med tiden gjort det til en hobby, han dyrker flere gange om ugen.
Han er træner fast i Bjerringbro i Gudenådalens styrkeløft klub (GSK), hvor han henholdsvis træner selv, men også hjælper andre på vej.